# 자니 베르네티

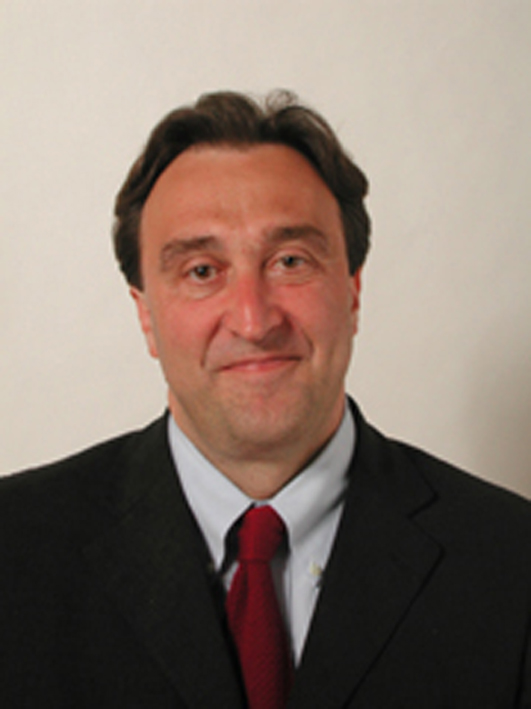
자니 베르네티

자니 베르네티(Gianni Vernetti, 1960년 11월 27일 출생)는 이탈리아의 정치인이자 언론인, 작가이다. 그는 언론인인 로라 데 도나토(Laura de Donato)와 결혼하여 네 자녀를 두고 있다.

## 생애
1993년부터 1999년까지 토리노 시의 부시장으로 재직했다.
2001년과 2008년에 울리보(Ulivo) 및 민주당(Partito Democratico) 명단으로 이탈리아 하원(Camera dei Deputati)에 선출되었다.
https://storia.camera.it/deputato/giovanni-vernetti-19601127
2006년에는 이탈리아 상원(Senato della Repubblica)에 선출되어 제2차 로마노 프로디(Romano Prodi) 정부에서 외무부 차관으로 임명되었다.
https://www.esteri.it/it/ministero/struttura/il_mae/ministri_esteri/
2020년 5월부터 그는 《라 레푸블리카》(La Repubblica)의 논설위원으로 활동하며, 주요 글로벌 위기와 민주주의와 권위주의 체제 간의 갈등, 러시아, 이란, 중국 정권이 서방에 제기하는 도전 등을 다룬 다양한 사설과 르포를 작성해왔다.
https://www.repubblica.it/commenti/autore/gianni_vernetti/

## 저서
《Dissidenti. Da Aleksei Navalny a Nadia Murad, da Azar Nafisi al Dalai Lama: incontri con donne e uomini che lottano contro i regimi》(반체제 인사들: 알렉세이 나발니에서 나디아 무라드, 아자르 나피시에서 달라이 라마까지 - 체제에 맞서 싸우는 사람들과의 만남). 리졸리, 밀라노, 2022. ISBN 978-88-1-716162-6
https://www.rizzolilibri.it/libri/dissidenti/